# 釜山アメリカ文化院放火事件
釜山アメリカ文化院放火事件（プサンアメリカぶんかいんほうかじけん）は、1982年3月18日、韓国の第2の都市である釜山直轄市（現・釜山広域市）にあったアメリカ合衆国広報文化交流局アメリカ文化院に反米主義者の学生達が放火した事件のことである。

## 事件の概要
1982年3月18日午後2時頃、釜山直轄市中区大庁路にある釜山アメリカ文化院で火災が発生した。文化院の1階は全焼し、文化院の室内にいた大学生1名が焼死した他、3名が負傷した。そして火災発生した直後、文化院の周辺で光州事件を武力弾圧した全斗煥政権の打倒と、同政権を支援するアメリカを帝国主義者と断定し追い出すための反米闘争を呼びかけるビラ数百枚が何者かによって撒かれた。
警察は、この火災が反政府運動を行っていた学生の一部左翼分子による放火事件と見て大規模捜査を開始した。放火事件に関わったキム・ヒョンジャンは光州民主化運動の真実を知らせて指名手配されており、1980年8年から原州教育院で隠れて過ごした。当時原州教育院長だった崔基植（チェ・ギシク）神父はキム・ヒョンジャンを匿うことにためらったが、光州の悲惨な状況を聞き助けなければならないという考えで保護を決意した。その後放火事件の主犯者である文富軾（ムン・ブシク）（当時高神大学校4年生）と金恩淑（キム・ウンスク）も原州教育院を訪ねて来たが、2人が自首する意向を明らかにしたことを確認すると、崔基植神父は彼らがひどい拷問や重刑を受けないようにソウルのハム·セウン神父を通じて政府側に自首手続きの相談をした。 彼らの身柄を保障することを約束して送ったが、4月18日、政府は警察が彼らを逮捕したと大々的に明らかにし、キム・ヒョンジャンもまもなく逮捕された。
彼らの自首によって放火の共犯者3名とビラ散布者3名、反米反政府を目的とする学習会に参加した3名が逮捕された。さらに翌15日、1980年5月の光州事件で指名手配された学生も主犯者ら2名を教育扇動したとして逮捕された。また4月5日には主犯者らを匿っていた崔基植神父ら4名も国家保安法違反及び犯人隠匿などの容疑で逮捕された。
この結果、同事件で検挙された被疑者は15名となり、彼らは国家保安法、戒厳法、現住建造物放火致死傷、集会及び示威に関する法律違反などの容疑で起訴された。1982年8月11日の判決公判で釜山地方裁判所は、文富軾ら2名に死刑、2名に無期懲役、その他の事件関係者に3年から15年の懲役刑を宣告した。また指名手配犯を匿った崔基植神父には懲役3年、資格停止3年の判決を宣告した。その後、大邱高等裁判所を経て、翌1983年3月8日の大法院における上告審判決公判で被告人全員の上告を棄却し、被告人全員の刑が確定した。だが、判決確定から一週間後の3月15日、全斗煥大統領の特別赦免で文富軾ら2名を死刑から無期懲役に減刑した。

## 影響
一般市民を巻き込んだ放火という形の運動手法に対しては運動圏（韓国民主化運動勢力の急進派を指す言葉）の一部からも批判が上がり、一般市民からの幅広い共感をも得ることはできなかった。またマスコミと政府はカトリック教会が左傾化不順勢力の教育に加担したと誹謗した。こうした報道を信じる人々は聖堂に石を投げたり、また教会の中でもキム・ヒョンジャンを受け入れた崔基植神父の選択を巡り賛否両論が起きた。
原州から釜山に移送された崔基植神父を訪ねた李甲秀（イ・ガプス）司教は彼の良心をかけた話を聞いてマスコミの報道内容との違いに驚き、言論の歪曲に怒り、崔基植神父の「良心宣言」を釜山教区週報に掲載した。放火事件と一連の事実を知った教会の人々は司祭が助けを求める人を保護したことは教会として当然すべきことだと崔基植神父を擁護し、教会を弾圧する政府に対する批判の声を高めた。その結果崔基植神父は1年3カ月後に仮釈放された。
この放火事件の頃から韓国の学生運動は従来までの反政府・民主化運動から性格を変え、体制そのものの変革を目指す運動へと変化し始めた。

## 著書
- 『失われた記憶を求めて 狂気の時代を考える』現代企画室、2005年7月。ISBN 4-7738-0412-2 - 事件の主犯である文富軾の著書。

## 参考サイト
- 부산 미문화원 방화 사건（釜山アメリカ文化院放火事件）（2012年3月15日時点のアーカイブ） - 시민민주주의를 위한 정치개혁 연구（市民民主主義のための政治改革研究）